# Kathy J. Warden
Kathy J. Warden, född 1970 eller 1971[källa behövs], är en amerikansk företagsledare som är styrelseordförande, president och VD för det amerikanska försvarskoncernen Northrop Grumman Corporation. Hon är också ledamot i tankesmedjerna Aspen Institute och Catalyst.
Warden har tidigare arbetat för General Electric Company och General Dynamics Corporation, innan hon började arbeta hos Northrop 2008. På 1990-talet var hon också ledamot i rådgivningsrådet för internetfrågor till USA:s 42:a president Bill Clinton (D). Mellan 2018 och 2020 var hon styrelseordförande för Federal Reserve Bank of Richmond.
Hon avlade en kandidatexamen vid James Madison University och en master of business administration vid George Washington University.